# Tadeusz Kaczorek
Tadeusz Kaczorek (Elżbiecin, 1932. április 27. –) lengyel villamosmérnök, matematikus, a Magyar Tudományos Akadémia tiszteleti tagja. Fő kutatási területe az irányításelméletben alkalmazható matematikai módszerek vizsgálata.

## Életútja
Villamosmérnöki oklevelét 1956-ban szerezte meg a Varsói Műszaki Egyetemen. Már 1954-től a műegyetem elméleti elektrotechnikai tanszékének gyakornoka volt, diplomavédését követően a tanszék oktatója lett. 1964-től az újonnan létrehozott elektronikai és automatikai tanszéken oktatott, ahol 1965 és 1970 között a tanszékvezetői posztot is betöltötte. Ezzel párhuzamosan 1969–1970-ben a műgyetem villamosmérnöki karának dékánja, 1970–1973-ban az egyetem prorektora volt. 1970-ben az egyetem szervezeti egységeként működő Szabályozási és Ipari Elektronikai Intézet (Instytut Sterowania i Elektroniki Przemysłowej), valamint az azon belül működő irányításelméleti tanszék élére nevezték ki. 1971-től rendkívüli, 1974-től rendes professzori címmel folytatta az oktatómunkát, igazgatói és tanszékvezetői feladatkörét 1981-ig látta el. 1988-tól 1991-ig a Lengyel Tudományos Akadémia római fiókintézetének igazgatója volt.

## Munkássága
Fő kutatási területe az automatika, a rendszer- és irányításelmélet, a folyamatelemzés és -szintézis. Kutatásai eredményeként vezettek be az elektrotechnika és az irányításelmélet módszertanába több matematikai eljárást, például a diszkrét rendszerek analízisét, a szinguláris többdimenziós rendszerek és dinamikai modellek, illetve a polinomiális mátrixok alkalmazását. Doktori fokozatát 1962-ben szerezte meg az elektrotechnikai kutatásban alkalmazható matematikai módszerek témakörében.
Közel húsz könyve mellett mintegy hatszáz szakpublikációja jelent meg hazájában és külföldön egyaránt.

## Társasági tagságai és elismerései
1986 óta levelező, 1998 óta rendes tagja a Lengyel Tudományos Akadémiának, 1999-től rendes tagja a Lengyel Mérnökakadémiának. Több éven át elnökölte a Tudományos Fokozatok és Címek Központi Bizottsága (Centralna Komisja do Spraw Stopni i Tytułów) és a Lengyel Tudományos Alap (Fundacja na rzecz Nauki Polskiej) munkáját. 2004-ben a Magyar Tudományos Akadémia is tiszteleti tagjává választotta.
Tudományos munkássága elismeréseként 1986-ban átvehette a lengyel Állami Díj második fokozatát. A Zielona Góra-i (2002), a varsói (2004), a szczecini (2004) és a lublini (2004) műszaki egyetemek díszdoktora.

## Főbb művei
- Two-dimensional linear systems. Berlin; New York: Springer. 1985.
- Linear control systems: Synthesis of multivariable systems and multidimensional systems. Taunton: Research Studies Press; New York: Wiley. 1992.
- Positive 1D and 2D systems. Berlin; New York: Springer. 2002.
- Polynomial and rational matrices: Applications in dynamical systems theory. London: Springer. 2007.